# AWOL – avhopparen
AWOL – avhopparen är en svensk-amerikansk dramafilm från 1972 i regi av Herb Freed. I rollerna ses bland andra Russ Thacker, Isabella Kaliff och Glynn Turman.

## Om filmen
Inspelningen ägde rum 1970 med start den 22 juni i Movie Art of Europe AB:s studio i Nacka samt i Stockholm. Producent var  Arne Brandhild och Freed och manusförfattare Richard Z. Chesnoff och Freed. Fotograf och klippare var Merrill S. Brody och filmen premiärvisades i maj 1972 i San Francisco i Kalifornien i USA. Sverigespremiär hade filmen den 12 juni 1972 på biografen Skandia i Karlstad, vilket för övrigt också var den enda biograf i Sveriges som filmen kom att visas på.

## Handling
Den amerikanska desertören Willy kommer till Stockholm och hamnar som aktör i en porrfilmstudio men får sparken av regissören. CIA jagar Willy och kidnappar honom för att försöka övertala honom att åka tillbaka till USA, men han vill stanna kvar i Sverige hos sina vänner.

## Rollista
- Russ Thacker – Willy Schaftel, amerikansk desertör
- Isabella Kaliff – Inger (Inga)
- Glynn Turman – Clarence (Mohammed G.)
- Lenny Baker – Sidney Feitel
- Dutch Miller – Cupp
- Stefan Ekman – Sven
- Heinz Hopf – porrfilmsregissör
- Stellan Skantz – porrbutiksdirektör
- Danna Hansen – Willys mor
- Richard McKenzie – Willys far
- Les Carlton – Mr. White
- Gunilla Dahlman – kusin Alice
- Rune Hallberg – Erik
- Dan Ekegren – CIA-agent
- Michael Tambakis – CIA-agent
- Bjarne Næss – polis
- Einy Pyret Ericksson – kvinna i butiken
- Gösta Krantz – Ingas far
- Maria Wersall – flicka vid busshållplatsen
- Monica Andersson – flicka på kafé

## Musik i filmen
- "Nobody Hears the Sunrise", skriven och framförd av Rupert Holmes.[1]